# Joos Berry
Joos Berry (8 mei 1990) is een Zwitserse freestyleskiër.

## Carrière
Berry maakte zijn wereldbekerdebuut in december 2012 in Val Thorens. Op 7 december 2017 scoorde hij in Val Thorens zijn eerste wereldbekerpunten, vijf dagen later behaalde de Zwitser in Arosa zijn eerste toptienklassering in een wereldbekerwedstrijd. Op 22 december 2018 boekte Berry in Innichen zijn eerste wereldbekerzege. Op de wereldkampioenschappen freestyleskiën 2019 in Park City eindigde hij als 23e op de skicross.

## Resultaten

### Wereldkampioenschappen
| Jaar | Plaats    | Resultaten   |
| ---- | --------- | ------------ |
| 2019 | Park City | 23e Skicross |

### Wereldbeker
Eindklasseringen
| Seizoen   | Algm | SX  |
| --------- | ---- | --- |
| 2017/2018 | 122e | 27e |
| 2018/2019 | 66e  | 15e |
| 2019/2020 | 46e  | 7e  |

Wereldbekerzeges
| Datum            | Plaats   | Onderdeel |
| ---------------- | -------- | --------- |
| 22 december 2018 | Innichen | Skicross  |
| 22 december 2019 | Innichen | Skicross  |